# Orthopelma brevicorne
Orthopelma brevicorne là một loài tò vò trong họ Ichneumonidae.